# Петровский, Борис Васильевич
Бори́с Васи́льевич Петро́вский (14 (27) июня 1908, Ессентуки, Терская область, Российская империя — 4 мая 2004, Москва, Россия) — советский и российский хирург, учёный и клиницист; организатор здравоохранения и общественный деятель. Доктор медицинских наук, профессор. Министр здравоохранения СССР (1965—1980), директор Всесоюзного научного центра хирургии АМН СССР. Академик АН СССР (1966) и АМН СССР (1957). Заслуженный деятель науки РСФСР (1957). Герой Социалистического Труда (1968). Лауреат Ленинской премии (1960) и Государственной премии СССР (1971). Кавалер ордена Святого апостола Андрея Первозванного (2003).

## Биография
Родился 14 июня (27 июня по новому стилю) 1908 года в городе Ессентуки Терской области (ныне Ставропольский край). Семья проживала в селе Благодарном — административном центре Благодарненского уезда Ставропольской губернии. Отец — Василий Иванович Петровский — работал главным врачом земской больницы. Мать — из зажиточной еврейской семьи. В 1916 году семья переехала в Кисловодск, где после Октябрьской революции отец стал работать в Доме отдыха ВЦИК «Красные Камни». Здесь его пациентами были видные политические деятели, среди которых — и Надежда Константиновна Крупская.
В 1916—1924 годах учился в школе 2-й ступени в городе Кисловодске. После окончания школы поступил на работу дезинфектором на дезинфекционную станцию Кисловодска. Здесь же окончил курсы бухгалтерии, стенографии, санитарные курсы и стал работать рассыльным в отделении профсоюза «Медсантруд», одновременно усиленно готовился к поступлению в университет.

Могила Петровского на Новодевичьем кладбище Москвы.

В 1930 году окончил медицинский факультет МГУ. По словам самого Петровского, годы занятий в университете укрепили в нём интерес к хирургии, показали необходимость разносторонней и глубокой подготовки в первую очередь как врача, а потом уже как «узкого» специалиста. Хорошо понимая, что хирургом можно стать, только будучи разносторонне и фундаментально подготовленным врачом, Петровский основательно изучал клинические дисциплины, физиологию, многие часы проводил в анатомическом театре, осваивая и совершенствуя хирургическую технику, много дежурил в клинике и присутствовал на обходах старших коллег, выполнял первые самостоятельные операции. Окончив учёбу в университете, около полутора лет работал хирургом в районной больнице города Подольска Московской области.
С 1932 года началась научная деятельность — в должности научного сотрудника Московского онкологического института (под руководством профессора П. А. Герцена) и Клиники общей хирургии при медицинском факультете МГУ. Способности исследователя и талант хирурга нашли благодатную почву — за несколько лет напряжённого труда Петровский выполнил исследования важных вопросов онкологии (лечение рака молочной железы), трансфузиологии (методика длительных массивных трансфузий и капельного переливания крови), а также шока. Первая его научная статья «К оценке отдалённых результатов хирургического лечения рака молочной железы» была опубликована в 1937 году в журнале «Хирургия».
В 1937 году Петровский защитил диссертацию на соискание учёной степени кандидата медицинских наук на тему «Капельное переливание крови и кровезамещающих жидкостей в онкологической практике». В переработанном виде она была издана в виде монографии в 1948 году. Интерес к переливанию крови он сохранил и в последующие годы, в частности, к методам введения крови в организм, влиянию трансфузий на функции организма. В 1938 году ему было присвоено звание старшего научного сотрудника (доцента). В 1939—1940 годах участвовал в качестве ведущего хирурга и заместителя начальника полевого госпиталя действующей армии, в военных событиях на Карельском перешейке.
С 1941 года Петровский — доцент кафедры общей хирургии 2-го Московского медицинского института имени П. И. Пирогова. Во время Великой Отечественной войны 1941—1945 годов — ведущий хирург эвакогоспиталей в действующей армии (1941—1944 годы). В 1944—1945 годах старший преподаватель кафедры факультетской хирургии Военно-медицинской академии имени С. М. Кирова (Ленинград). В годы войны он проверил свои идеи о методах переливания крови, с успехом применив введение крови в сонную артерию, а затем непосредственно в грудную аорту.
Закончив войну сложившимся самостоятельным хирургом и исследователем, Петровский приступил в октябре 1945 года к работе заместителем директора по науке Института клинической и экспериментальной хирургии Академии медицинских наук СССР.
Большой цикл исследований, интенсивно продолженный в послевоенные годы, Петровский оформил в докторскую диссертацию, которую защитил в 1947 году (тема «Хирургическое лечение огнестрельных ранений сосудов в условиях фронтового района»). В 1949 году диссертация была издана в виде монографии («Хирургическое лечение ранений сосудов»).
В 1948—1949 годах — профессор кафедры общей хирургии 2-го Московского медицинского института имени Н. И. Пирогова, в 1949—1951 годах — директор кафедры госпитальной хирургии и заведующий 3-й хирургической клиникой Будапештского университета, в 1951—1956 годах — заведующий кафедрой факультетской хирургии 2-го Московского медицинского института имени Н. И. Пирогова. В 1953—1965 годах — главный хирург 4-го Главного управления Министерства здравоохранения СССР.
В 1956 году ему были присвоены почётные звания «Заслуженный деятель науки РСФСР» и «Заслуженный деятель науки Азербайджанской ССР». В 1957 году избран действительным членом (академиком) АМН СССР (с 1991 — РАМН), в 1966 — Академии наук (АН) СССР (с 1991 — РАН).
С 1956 года — заведующий кафедрой госпитальной хирургии 1-го Московского медицинского института имени И. М. Сеченова и одновременно (с 1963) директор Всесоюзного научно-исследовательского института клинической и экспериментальной хирургии. Организатор и участник Пироговских чтений.
Организатор (1963) и директор (1963—1988) Всесоюзного научного центра хирургии АМН СССР. С 1989 года — почётный директор центра.
В 1964 году выполнил первую успешную операцию протезирования митрального клапана сердца с механической (бесшовной) фиксацией, а в 1965 году впервые в СССР успешно осуществил пересадку почки человеку.
Оперировал С. П. Королёва, который умер от сердечной недостаточности во время операции 14 января 1966 года.
С сентября 1965 по декабрь 1980 года возглавлял Министерство здравоохранения СССР. За 15 лет работы на посту министра он принимал непосредственное участие в разработке и реализации всех важнейших документов, направленных на совершенствование народного здравоохранения. Диапазон его деятельности был исключительно широк, если учесть задачи, стоявшие перед органами здравоохранения. Значительное развитие в период руководства Министерством здравоохранения получило сотрудничество с другими странами. Осуществлялся систематический обмен опытом в области науки и практики здравоохранения с Францией, Финляндией, США, Великобританией, Швецией, Италией, Канадой, Японией и другими государствами на основе заключённых межправительственных соглашений и протоколов.
Член ВКП(б)/КПСС с 1942 года. Делегат 22—25-го съездов КПСС. Кандидат в члены ЦК КПСС (1966—1981). Депутат Верховного Совета СССР (1962—1984).
Жил в Москве. Скончался 4 мая 2004 года на 96-м году жизни. Похоронен на Новодевичьем кладбище в Москве, где над могилой возвышается его скульптура.

## Память

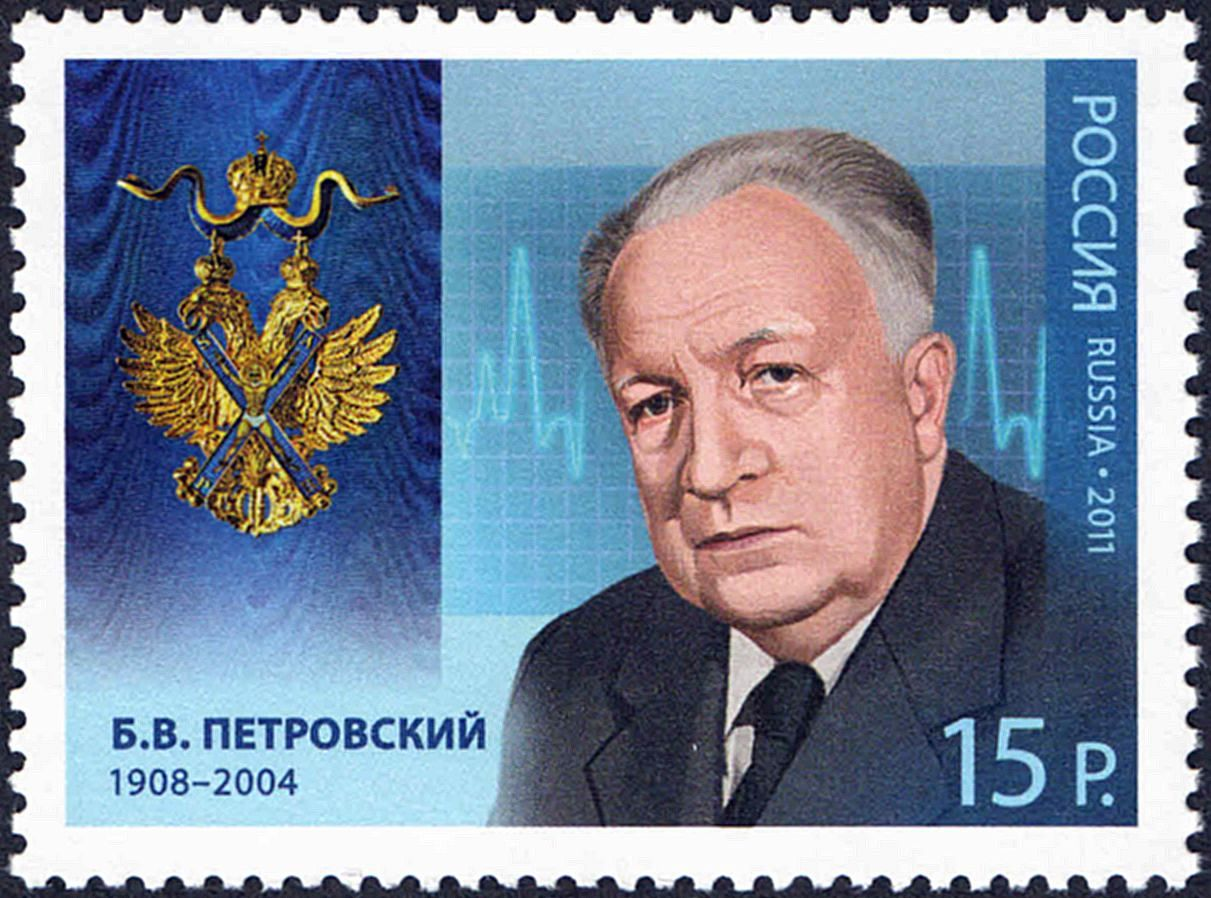
Почтовая марка России, 2011 год,.

- Российский научный центр хирургии имени академика Б. В. Петровского (распоряжение Правительства города Москвы от 19 июля 2005 года № 1289-РП).
- Б. В. Петровский опубликовал свыше 500 научных работ, в том числе около 40 монографий. Создал одну из крупнейших научных хирургических школ (более 150 докторов наук, из которых более 70 — это руководители клиник и крупных стационаров).
- В 2011 году была выпущена почтовая марка России, посвящённая Петровскому.
- Улица Бориса Петровского появилась в Москве в феврале 2017 года[5][6].
- В 2024 году Туле на доме № 39 по ул. Революции установлена мемориальная доска Б. В. Петровскому. В этом здании с февраля 1942 года дислоцировалось 1-е отделение эвакогоспиталя №2068, которое возглавлял Б. В. Петровский.

## Награды и звания
Звания:
- Герой Социалистического Труда (Указ Президиума Верховного Совета СССР от 26 июня 1968, Орден Ленина и Медаль «Серп и Молот») — за большие заслуги в развитии советской медицинской науки и здравоохранения, подготовку научных кадров и в связи с шестидесятилетием со дня рождения[7]
- Почётное звание «Заслуженный деятель науки РСФСР» (3 октября 1957) — большие заслуги в области медицинских наук[8]
- Почётное звание «Заслуженный деятель науки Азербайджанской ССР» (1957)

 Государственные награды Российской Федерации:
- Орден Святого апостола Андрея Первозванного (4 июня 2003) — за выдающиеся достижения в области здравоохранения и медицинской науки[9]
- Орден «За заслуги перед Отечеством» II степени (28 мая 1998) — за выдающийся вклад в развитие медицинской науки и подготовку высококвалифицированных кадров[10]
- Орден Дружбы народов (27 мая 1993) — за большой вклад в развитие отечественной хирургии и подготовку высококвалифицированных специалистов для народного здравоохранения[11]

 Государственные награды СССР:
- Орден Ленина (11 февраля 1961) — за большие заслуги в области охраны здоровья советского народа и развитие медицинской науки[12]
- Орден Ленина (10 декабря 1965) — за большие заслуги в подготовке кадров, развитии медицинской науки и в связи с 200-летием со дня основания 1-го Московского ордена Ленина и ордена Трудового Красного Знамени медицинского института им. И. М. Сеченова[13]
- Орден Ленина (26 июня 1978) — за заслуги в развитии здравоохранения и медицинской науки и в связи с семидесятилетием со дня рождения[14]
- Орден Октябрьской Революции (1971) — за большее успехи в выполнении заданий пятилетнего плана и повышение эффективности производства в промышленности, строительстве и на транспорте и высокие достижения в области науки, искусства, медицины, бытового обслуживания[15]
- двумя орденами Отечественной войны 2-й степени
  - первый — 29 апреля 1943 — за образцовое выполнение боевых заданий командования на фронте борьбы с немецкими захватчиками и проявленные при этом доблесть и мужество[16]
  - второй — 6 апреля 1985 — за храбрость, стойкость и мужество, проявленные в борьбе с немецко-фашистскими захватчиками, и в ознаменование 40-летия победы советского народа в Великой Отечественной войне 1941—1945 годов[17]
- Орден Трудового Красного Знамени (24 июня 1988) — за заслуги в развитии медицинской науки, подготовке научных кадров и в связи с восьмидесятилетием со дня рождения[18]
- Орден Красной Звезды (26 мая 1942) — за образцовое выполнение боевых заданий командования на фронте борьбы с немецко-фашистскими захватчиками и проявленные при этом мужество и героизм[19]
- Медаль «За победу над Германией в Великой Отечественной войне 1941—1945 гг.» (1945)
- Медаль «В память 800-летия Москвы» (1947)
- Медаль «За доблестный труд. В ознаменование 100-летия со дня рождения Владимира Ильича Ленина» (1970)
- медали

Иностранные награды и звания:
- Орден Знамени, ВНР (1970)
- Медаль «Дружба», МНР (1972)
- Медаль «Отличный преподаватель Института усовершенствования врачей», ВНР (1977)
- Орден Дружбы, ЧССР (1979 год)
- Командор со звездой ордена Заслуг перед Республикой Польша (1972)
- Командор ордена Заслуг перед Республикой Польша (1985)
- Орден «За заслуги», ВНР (1951)
- другие ордена и медали

Премии
- Ленинская премия (1960) — «за работы по хирургии сердца и сосудов»
- Государственная премия СССР 1971 года в области науки и техники (5 ноября 1971) — за разработку и внедрение в клиническую практику пересадки почек[20]
- Премия имени Н. Н. Бурденко АМН СССР (1953) — «за монографию по лечению рака пищевода»
- Международная премия имени Леона Бернара ВОЗ (1975) — «за развитие общественного здравоохранения»
- Премия имени А. Н. Бакулева (2003) — «за создание школы кардиохирургии и беспрецедентный личный вклад в клиническую медицину»
- Национальная премия «Призвание» (2003) в номинации «За верность профессии»[21]
- Премия города Москвы «Легенда века» (8 февраля 2002) — за выдающийся вклад в развитие отечественного здравоохранения, уникальные научные разработки в области военно-полевой хирургии и создание основ восстановительной и реконструктивной хирургии сосудов[22]

Прочее
- Член 34 международных обществ, ассоциаций, академий и колледжей, а также почётный член 14 зарубежных хирургических обществ.
- Почётный гражданин города Кисловодска.
- Почётный гражданин города Благодарного[23].